# 교하도서관
교하도서관은 경기도 파주시에 있는 도서관이다.

## 연혁
- 2008년 5월 준공
- 2008년 9월 개관식
- 2009년 11월 이화인문과학원 탈경계인문학연구단과 협약 체결
- 2010년 3월 교하도서관 홈페이지 오픈
- 2011년 4월 DMZ국제다큐멘터리영화제와 협약 체결
- 2012년 1월 경기도대표도서관 개관식
- 2013년 10월 2013년도 전국 도서관 운영평가, 문화체육관광부 장관 표창
- 2014년 1월 파주시 직영 전환

## 시설현황
- 지하1층 - 정보화교육실, 지하주차장, 보존서고, 방재실
- 1층 - 안내데스크, 제1문헌정보실, 제1어린이자료실
- 2층 - 멀티미디어실, 문화강연실, 제2문헌정보실, 제2어린이자료실, 제1~2나눔방
- 3층 - 교하아트센터, 매점, 식당

## 이용시간
- 문헌정보실 - 09:00~22:00 (평일), 09:00~20:00 (주말)
- 멀티미디어실, 어린이자료실 - 09:00~19:00 (하절기 3월~10월, 평일), 09:00~18:00 (동절기 11월~2월, 평일) (주말)
- 교하아트센터 - 10:00~17:00
- 정기휴관일 - 매월 2,4,5째주 월요일, 법정공휴일, 임시휴관일